# Joeri Gagarin
Joeri Aleksejevitsj Gagarin (Russisch: Ю́рий Алексе́евич Гага́рин) (Kloesjino, 9 maart 1934 – Novosjolovo (oblast Vladimir), 27 maart 1968) was een Russisch Sovjetpiloot en kosmonaut. Op 12 april 1961 werd hij de eerste mens in de ruimte aan boord van Vostok 1.

## Jeugd
Gagarin werd op 9 maart 1934 geboren in Kloesjino, een dorp nabij Gzjatsk (vernoemd naar Gagarin na zijn dood) in de oblast Smolensk. Zijn ouders werkten op een boerderij: Aleksej Ivanovitsj Gagarin als timmerman en metselaar, Anna Timofejevna Gagarina als melkmeisje. Ze hadden naast Joeri nog drie kinderen: een oudere broer Valentin, oudere zus Zoja en jongere broer Boris.

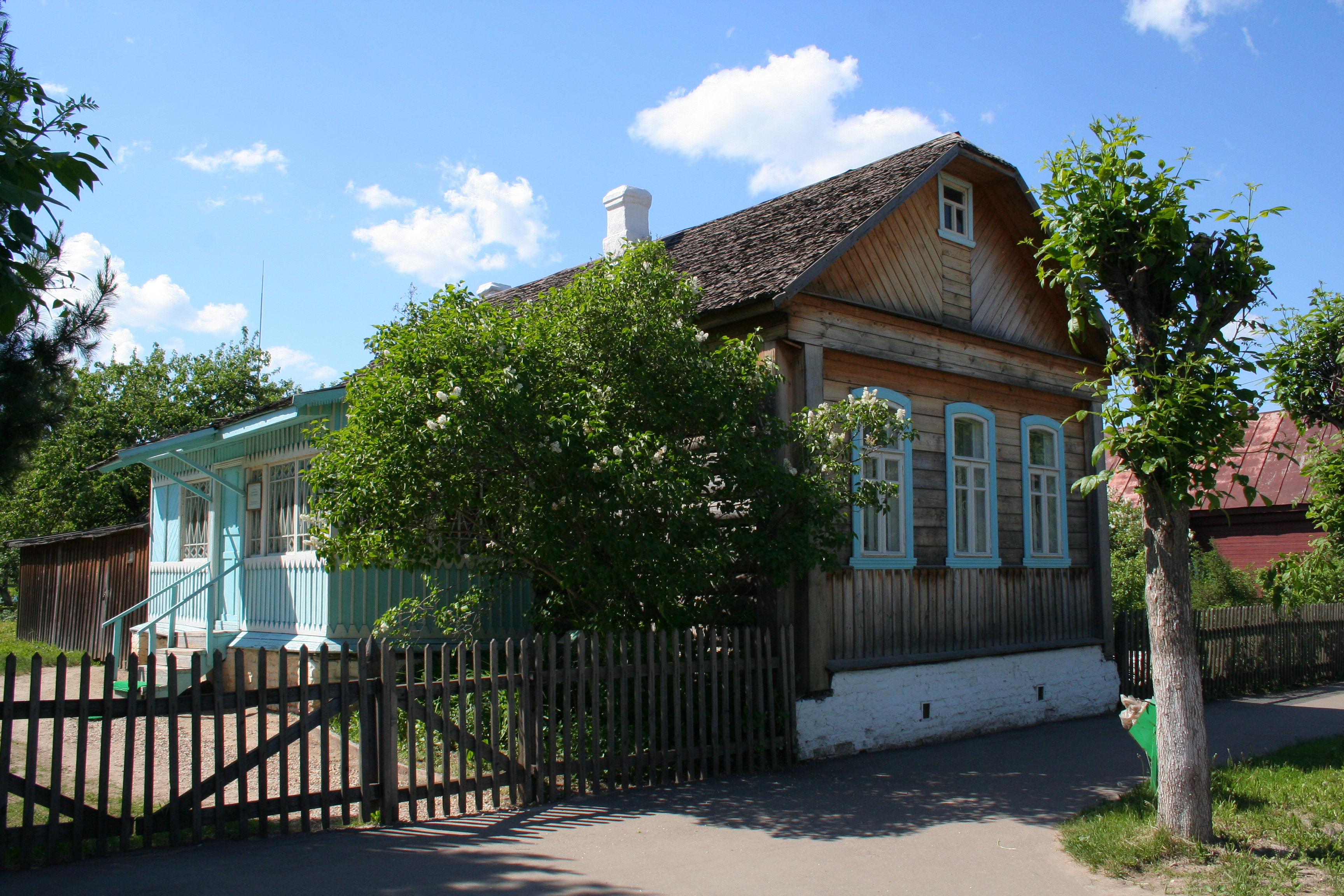
Het huis waar Gagarin gedurende zijn schooltijd woonde.

Zoals miljoenen mensen in de Sovjet-Unie, leed de familie Gagarin onder de nazi-bezetting tijdens de Tweede Wereldoorlog. Kloesjino werd in november 1941 bezet door de Duitsers die op weg waren naar Moskou. Een officier vorderde het huis van de Gagarins. De familie mocht een lemen hutje bouwen op het land achter hun huis. Ze verbleven daar een jaar en negen maanden op negen vierkante meter. Joeri's oudere broer en zus werden in 1943 door de Duitsers gedeporteerd naar een werkkamp in Polen. Ze keerden pas na de oorlog in 1945 terug. Een jaar later verhuisde de familie naar Gzjatsk, waar Joeri zijn lagere school vervolgde.
Op 16-jarige leeftijd ging Gagarin stage lopen bij een staalfabriek in Ljoebertsy en schreef hij zich in bij een avondschool. Na te zijn afgestudeerd van zowel de avondschool als de beroepsopleiding van de fabriek, werd hij uitgekozen om verder te studeren aan de industriële technische school van Saratov. Daar gaf hij zich op voor training in het weekend als Sovjet-luchtkadet waar hij leerde vliegen, eerst in een dubbeldekker, later ook in de Jak-18.

## Loopbaan bij de luchtmacht
Na te zijn afgestudeerd aan de technische school in 1955 trad Gagarin in dienst bij de luchtmacht van de Sovjet-Unie. Gagarin werd doorgestuurd naar een vliegschool in Orenburg, waar hij solovluchten in een MiG-15 maakte.
Na zijn afstuderen werd Gagarin op de luchtmachtbasis van Loeostari in oblast Moermansk gestationeerd. Op 5 november 1957 werd hij luitenant en op 6 november 1959 kreeg hij de rang van senior luitenant.

## Loopbaan in de ruimtevaart

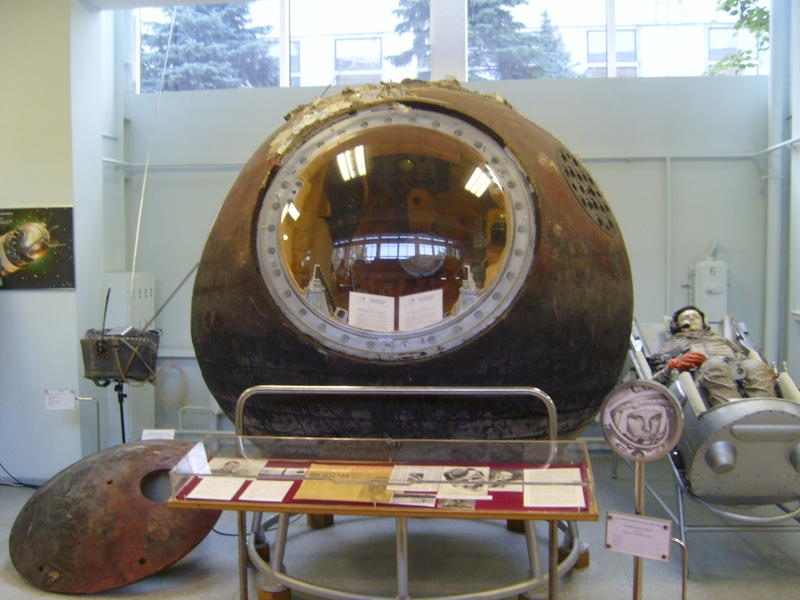
De daalcapsule van Vostok 1 zoals te zien in het RKK Energia Museum in Korolev, nabij Moskou.

### Selectie en training
In 1960, na een lange zoektocht en selectieprocedure werd Joeri Gagarin naast 19 andere piloten gekozen voor het ruimtevaartprogramma van de Sovjet-Unie. Gagarin maakte vervolgens deel uit van een elitegroep bestaande uit zes piloten, waaruit de eerste kosmonauten van het Vostokprogramma zouden worden gekozen. Gagarin en de andere kandidaten werden onderworpen aan experimenten om hun fysieke en psychologische gesteldheid te testen. Van de twintig oorspronkelijke kandidaten werden Gagarin en German Titov gekozen vanwege hun goede testresultaten en geringere lichaamslengte, dit in verband met de beperkte ruimte in de capsule. Gagarin was 1,57 meter.

### Vostok 1
Op 12 april 1961 werd Gagarin, aan boord van de Vostok 3KA-3 capsule van Vostok 1, de eerste mens in de ruimte en de eerste die een ronde om de aarde maakte.
De vlucht bestond uit een enkele baan om de aarde en duurde 108 minuten van lancering tot landing. Zoals gepland landde Gagarin apart van zijn capsule aan een parachute, na op 7 km hoogte zijn capsule verlaten te hebben.

## Na Vostok 1

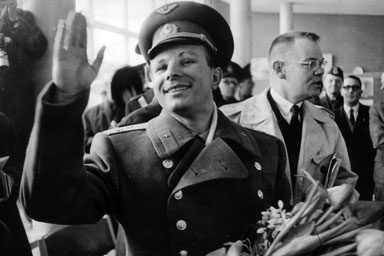
Gagarin in Zweden (1964)

Na de vlucht werd Gagarin een wereldwijde beroemdheid. Hij bezocht Italië, Duitsland, Canada, Brazilië, Japan, Egypte, het Verenigd Koninkrijk, Finland en Cuba om de prestaties van de Sovjet-Unie te promoten.
In 1962 werd hij afgevaardigde van de Opperste Sovjet. Later keerde hij terug naar Sterrenstad, het opleidingscentrum, waar hij zeven jaar werkte aan ontwerpen voor een herbruikbaar ruimtevaartuig. Op 12 juni 1962 werd hij luitenant-kolonel in de Russische luchtmacht. Een jaar later, op 6 november 1963 kreeg hij de rang van kolonel.
Sovjetambtenaren probeerden te voorkomen dat Gagarin nog een vlucht zou maken, omdat ze bang waren hun held te verliezen bij een ongeluk. Niettemin was Gagarin reservepiloot van Vladimir Komarov voor Sojoez 1. Deze vlucht vond plaats ondanks Gagarins protesten dat er extra maatregelen nodig waren om de veiligheid te waarborgen. Toen Komarovs vlucht fataal afliep, werd Gagarin permanent verbannen van het trainen voor en deelnemen aan toekomstige ruimtevluchten.
Hierop werd Gagarin adjunct-directeur van het opleidingscentrum in Sterrenstad. In dezelfde periode werkte hij aan zijn herkwalificatie voor gevechtspiloot.
Op het moment van de eerste ruimtevlucht was Eerste Secretaris Nikita Chroesjtsjov staatshoofd van de Sovjet-Unie. Hij had zich onderscheiden van zijn voorganger Jozef Stalin door zijn macht minder te ontlenen aan repressie en terreur, en meer aan de loyaliteit van de burgers. De triomf van Gagarin paste goed in die politiek, en Gagarin genoot veel aanzien bij de hoogste machthebbers van het land.
Daarin kwam verandering toen vicepresident Leonid Brezjnev in oktober 1964 de macht greep. Brezjnev stond voor een gedeeltelijke terugkeer naar de oude, harde lijn en wantrouwde de populariteit van de volksheld Gagarin, die meteen alle politieke invloed verloor. Hij heeft tot zijn teleurstelling en frustratie ook geen tweede ruimtevlucht meer mogen maken, en kreeg pas na veel aandringen toelating om opnieuw te trainen als straaljagerpiloot.

## Persoonlijk leven

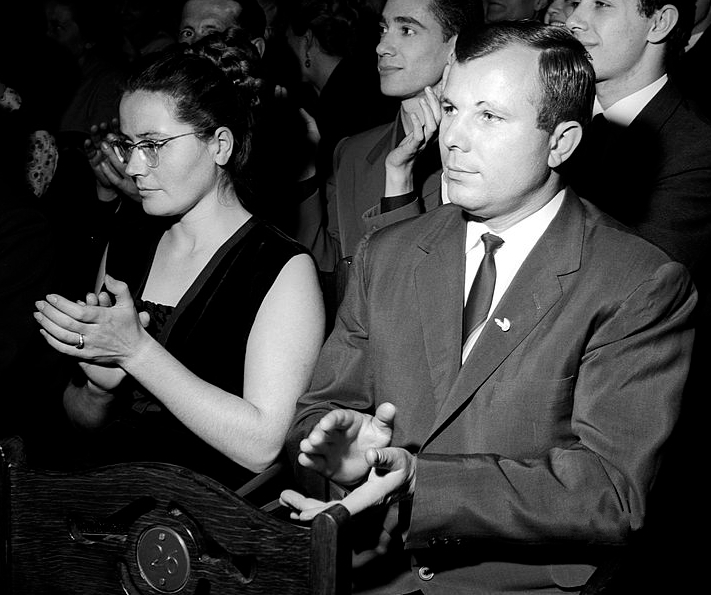
Gagarin en zijn vrouw in 1964

Als piloot in opleiding te Orenburg ontmoette hij Valentina Ivanovna Gorjatsjeva, een studente geneeskunde. Ze trouwden op 7 november 1957, de dag van zijn afstuderen. Ze kregen twee dochters, Yelena en Galina. Het was over het algemeen een gelukkig huwelijk, hoewel Gagarin één keer in het nieuws kwam toen hij gewond raakte na een sprong uit een hotelkamer op de tweede verdieping, naar verluidt omdat Valya hem op overspel had betrapt.
Gagarin hield van basketbal (ondanks zijn geringe gestalte), ijshockey en jagen.

## Dood

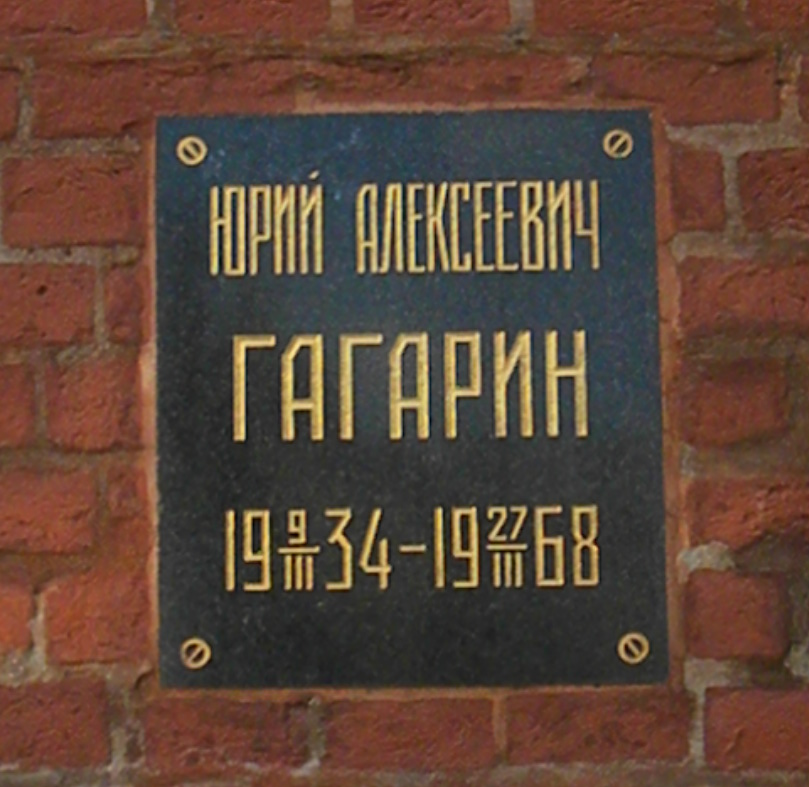
Graf van Gagarin in de Kremlinmuur

Gagarin kwam op 27 maart 1968 op 34-jarige leeftijd om het leven bij een ongeluk met een MiG-15 straaljager, tijdens een trainingsvlucht nabij Moskou. Ook zijn copiloot kwam hierbij om het leven. De exacte toedracht van het ongeluk is nooit bekend geworden.
Gagarin liet zijn vrouw en twee kinderen achter. Zijn as werd bijgezet in de Kremlinmuur. Elk jaar op 12 april, de Dag der Kosmonauten, wordt er een krans gelegd.

## Herdenkingen
Het Kosmonautentrainingscentrum Joeri Gagarin in Sterrenstad bij Moskou is naar hem vernoemd. Ook werd de stad Gzjatsk, vlak bij zijn geboortedorp, in 1968 omgedoopt in Gagarin.
Gagarin werd ook geëerd door het Amerikaanse ruimteprogramma. Tijdens Apollo 11 lieten Neil Armstrong en Buzz Aldrin een tas achter op het maanoppervlak met daarin herdenkingsmedailles voor Gagarin en collega-kosmonaut Vladimir Komarov. Op 1 augustus 1971 plaatsten David Scott en James Irwin van Apollo 15 de Fallen Astronaut (Gevallen ruimtevaarder) op het maanoppervlak, ter nagedachtenis aan alle Amerikaanse en Russische ruimtevaarders die tijdens de ruimtewedloop omkwamen, naast Joeri Gagarin nog 14 anderen.
Er werden twee herdenkingsmunten uitgebracht in de Sovjet-Unie om de 20ste en 30ste verjaardag van zijn vlucht te gedenken: 1 roebel (1981, koper/nikkel) en 3 roebel (1991, zilver). In 2001 werd ter nagedachtenis aan de 40ste verjaardag een serie van vier munten met zijn afbeelding geslagen: 2 roebel (koper/nikkel), 3 roebel (zilver), 10 roebel (messing) en 100 roebel (zilver). Voor de vijftigste verjaardag in 2011 werden een gouden 1000 roebel munt en een zilveren 3 roebel munt geslagen.
Sinds 2001 worden jaarlijks rond 12 april op diverse plaatsen in de wereld feesten genaamd Yuri’s Night gehouden waarmee het begin van de bemande ruimtevaart wordt gevierd. De bekendste locaties zijn Yuri’s Night Los Angeles (bij spaceshuttle Endeavour) en Yuri’s Night Space Coast rond spaceshuttle Atlantis op het Kennedy Space Center. Bezoekers dossen zich uit als ruimtevaarders, raketten en andere ruimtevaartgerelateerde voorwerpen of personen.

## Filatelie en numismatiek

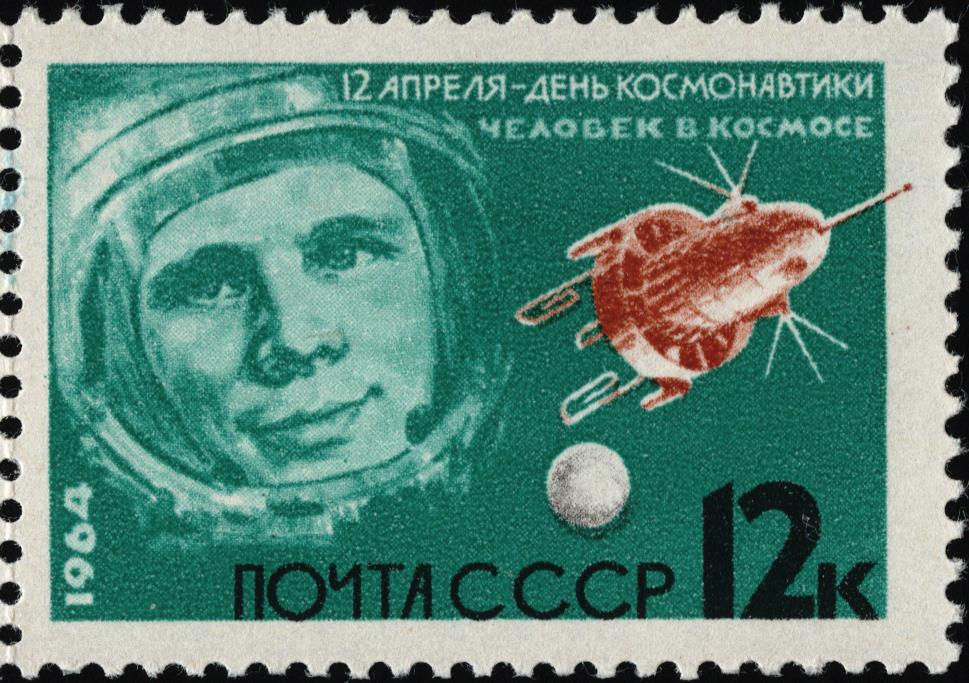
Sovjet postzegel van 1964 ter ere van de reis van Gagarin.
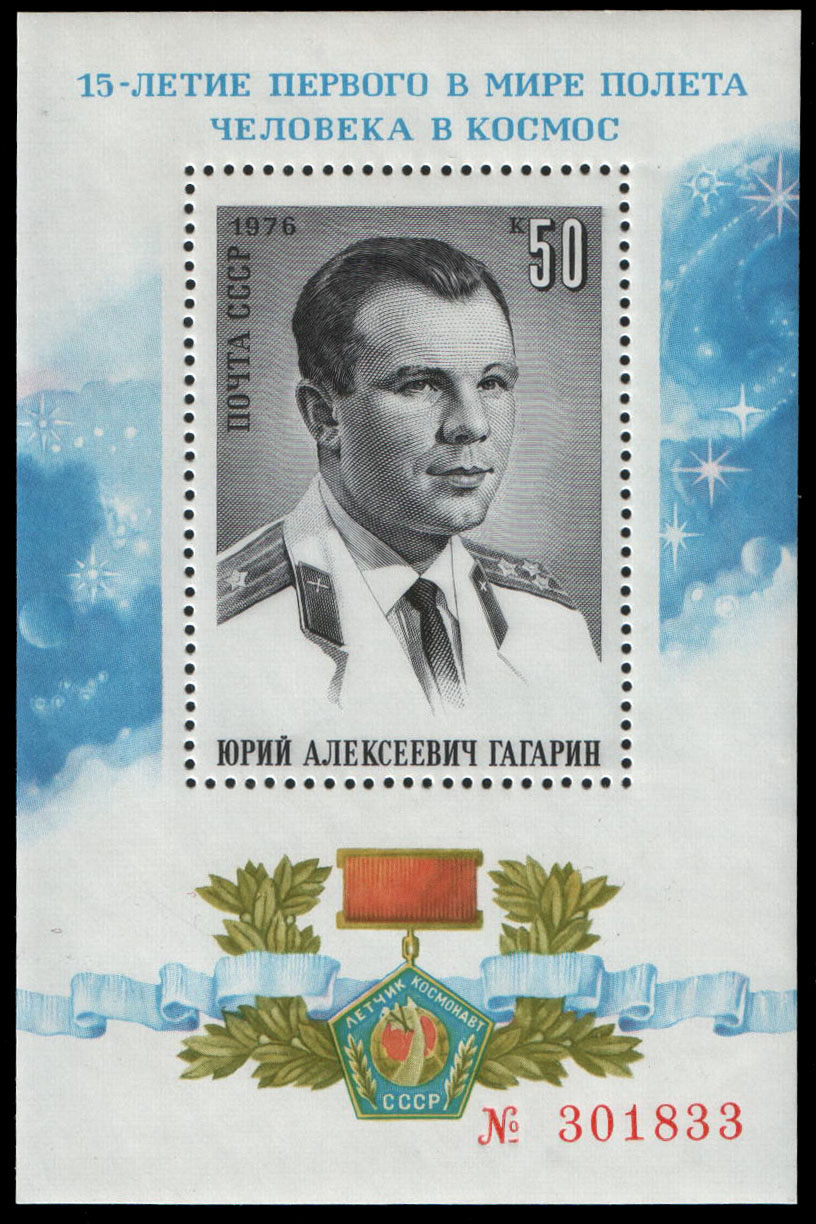
Sovjet postzegel van 1976
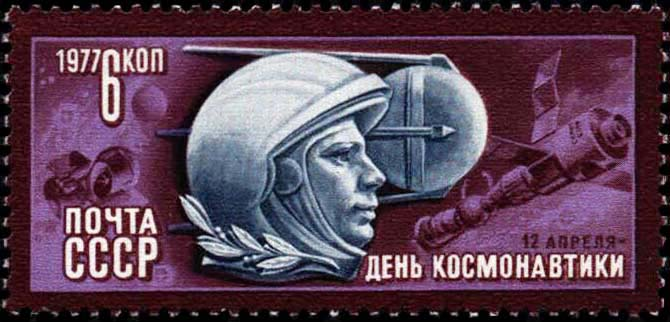
Sovjet postzegel van 1977
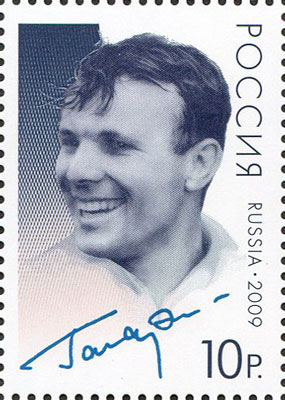
Postzegel voor de 75ste verjaardag van Yu ' s geboorte.a. Gagarin met een niet eerder gepubliceerde foto.
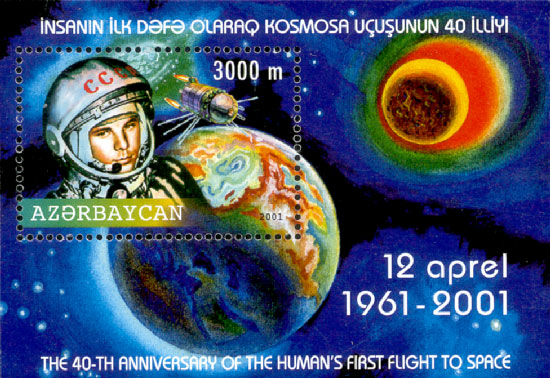
Postzegel, Azerbeidzjan, 2001
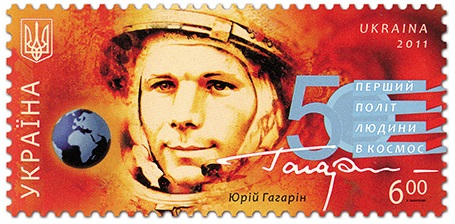
Postzegel, Oekraïne, 2011
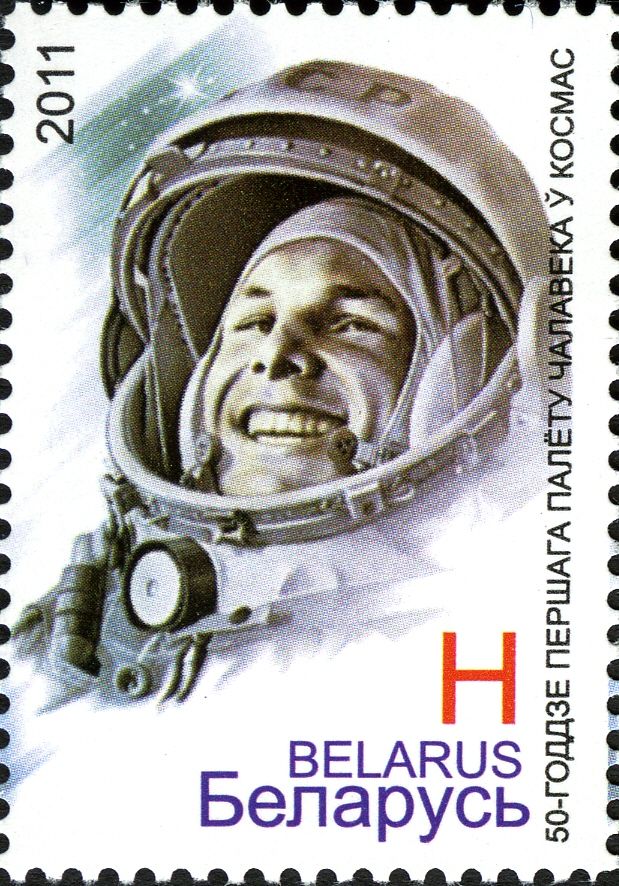
Postzegel, Wit-Rusland, 2011
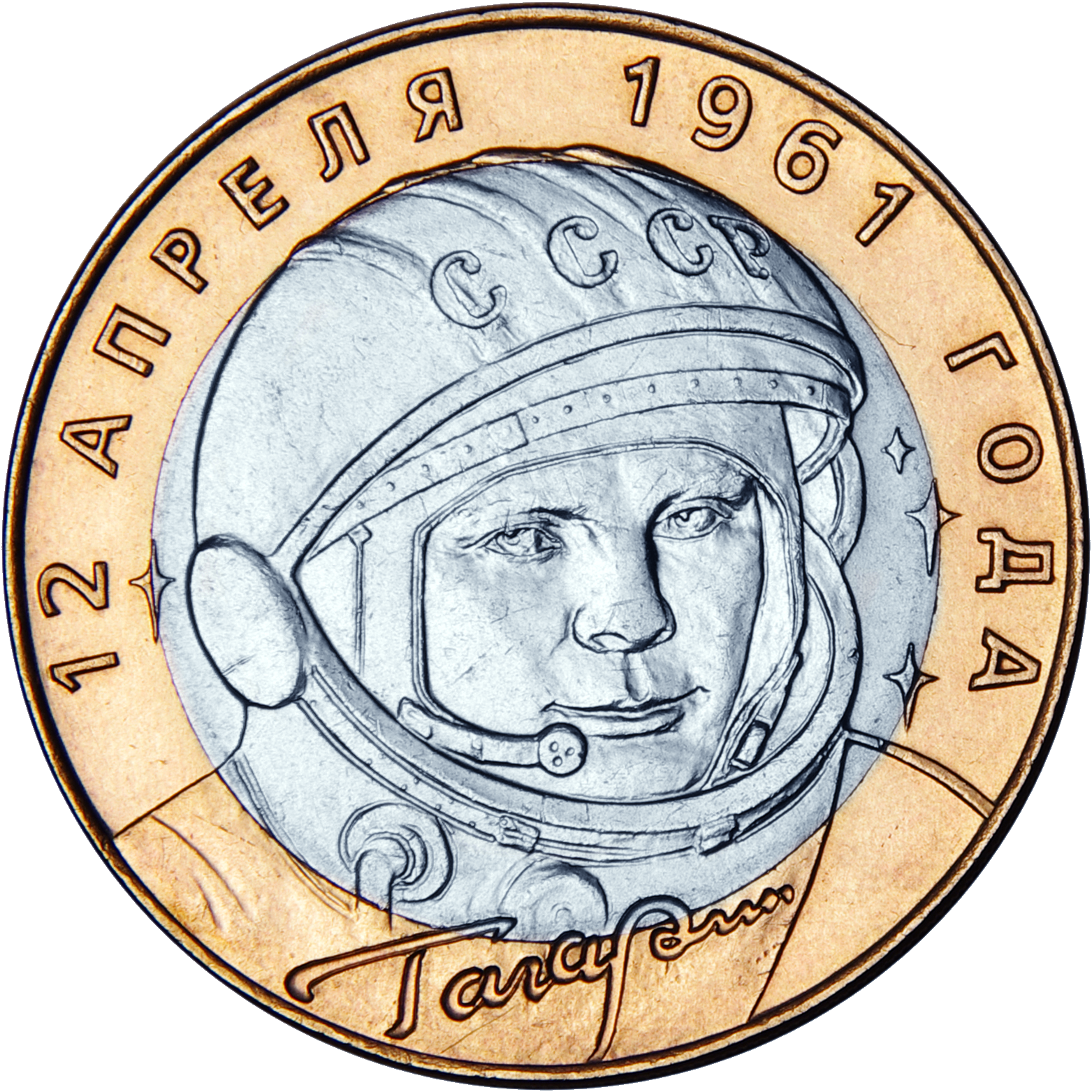
Russische tien roebel munt uit 2001 met het gezicht van Gagarin.
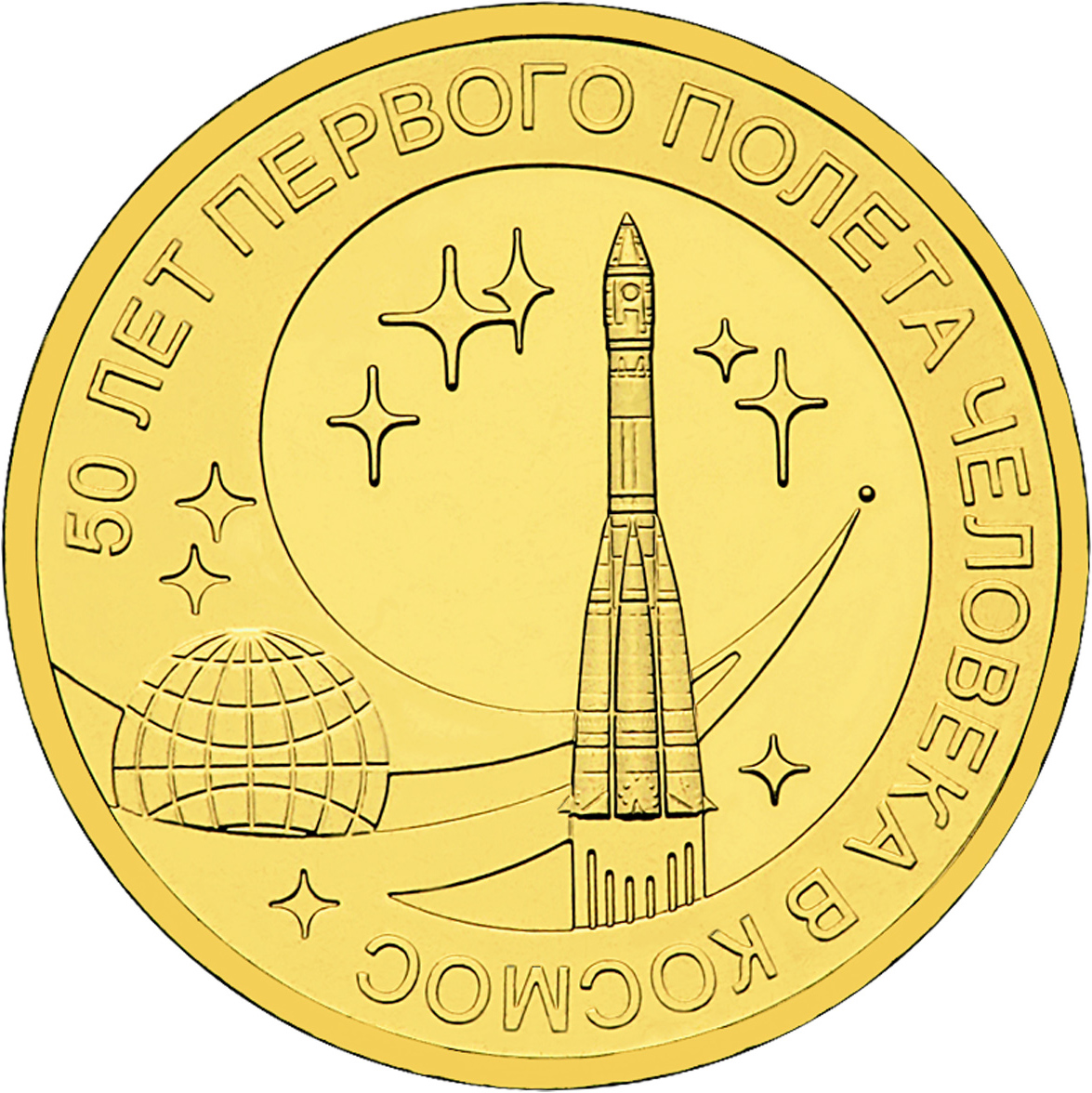
"50 jaar van de eerste menselijke ruimtevlucht", Rusland, 2011
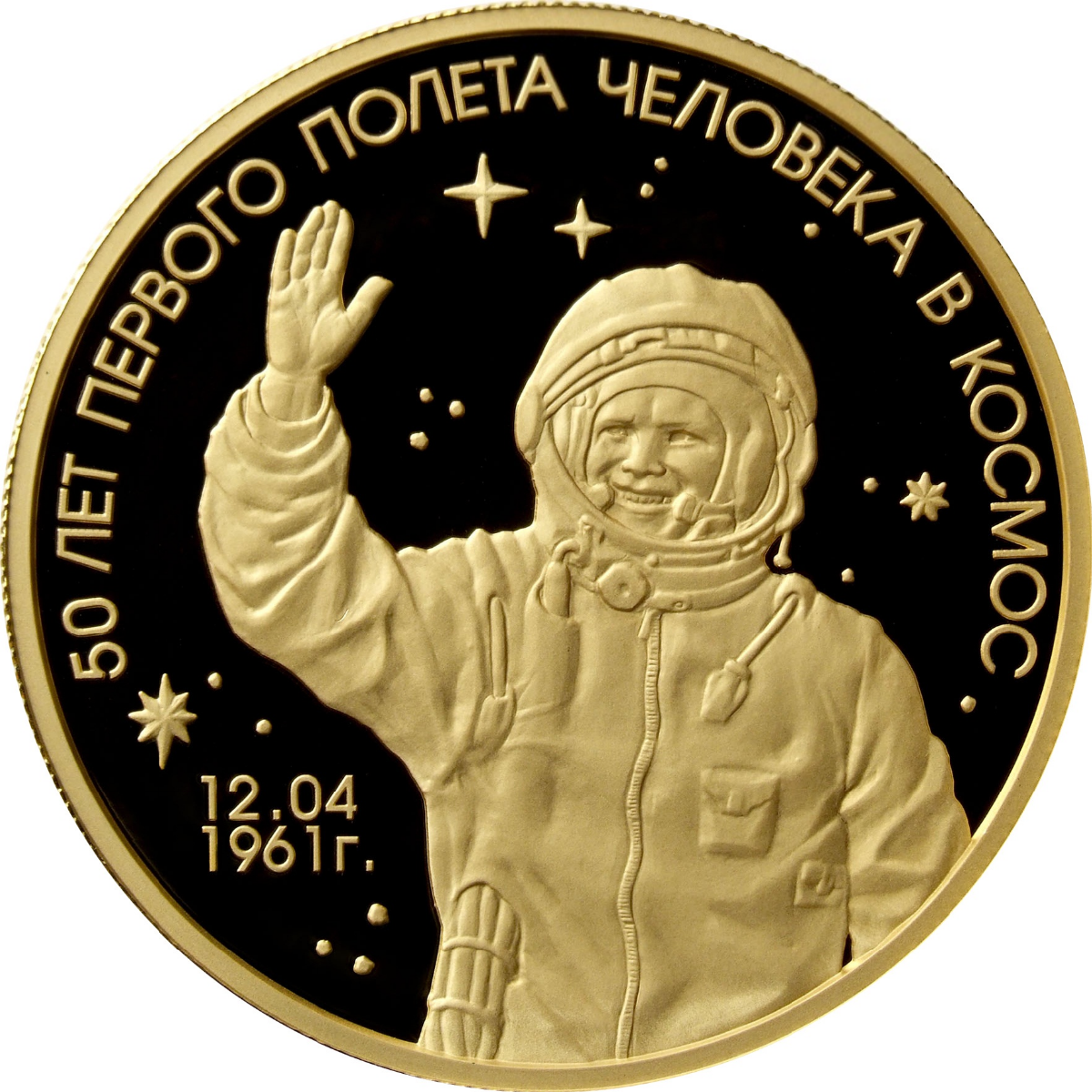
Russische roebel ter nagedachtenis aan Gagarin (2011)

## Onderscheidingen
Gagarin heeft tientallen onderscheidingen in tal van landen gekregen. Een kleine selectie van de belangrijkste is hieronder gegeven.
- Held van de Sovjet-Unie (14 april 1961)
- Leninorde (14 april 1961)
- Orde van het Zuiderkruis (3 augustus 1961)
- Orde van de Nijl (31 januari 1962)
- Karl Marx-orde (22 oktober 1963)
- Erelid van de Internationale Academie voor Ruimtevaart (1966)